# Servicio Departamental de Incendio y Socorro
En Francia, el Servicio Departemental de Incendio y Socorro (SDIS en francés) es el servicio público, dotado de una asamblea, que gestiona los servicios de bomberos al nivel de todo un departamento. Cada SDIS está designado añadiéndole el número de su departamento.
París (SDIS 75) y la Petite Couronne (Hauts-de-Seine, 92, Sena Saint-Denis, 93 y Valle del Marne, 94) estando defendidos por los militares de la Brigada de Bomberos de París (BSPP), no habiendo SDIS en estos departamentos. 
El SDIS 13 (Bouches-du-Rhône) coexiste con los militares del Batallón de Marines-Bomberos de Marsella (BMPM), que tiene las mismas funciones y competencias que un SDIS pero sobre el municipio de Marsella, el aeropuerto de Marignane y el puerto de Marsella-Fos. 
El SDIS 69 (Rhône) está denominado, desde 2015, SDMIS porque cubre el territorio de la Circunscripción Departamental de Rhône, comprendiendo el Departamento de Rhône y el territorio metropolitano de Lyon.
Finalmente, con la reforma que instaura la colectividad territorial única de Córcega, las SDIS 2A y 2B son denominados respectivamente SIS 2A y SIS2B manteniendo intacto su ámbito de actuación que divide la isla en 2.
Los servicios de incendio y socorro (SDIS) están regidos por los Artículos L1424-1 a L1424-84 del Código General de las Colectividades Territoriales francés.

## Organización
El SDIS está sujeto a una doble autoridad:

Emblema del SDIS 03 de Allier

- Emblema del SDIS 03 de AllierLa primera es una autoridad operativa ejercida por el prefecto y el alcalde, en el marco de sus poderes de policía.

- El segundo es una autoridad administrativa ejercida por el Consejo de Administración del SDIS (CASDIS en francés), que comprende a losconsejeros departamentales, los alcaldes y los electos de los Establecimientos Públicos de Cooperación Intercomunal (EPCI en francés). El presidente del Consejo Departemental es, de derecho, presidente del CASDIS.

En sus funciones operativas, el SDIS está dirigido por un Director Departemental y un Director Departemental Adjunto. Estos últimos están contratados entre los coroneles y los interventores generales de los bomberos profesionales, para un periodo de cinco años renovables una vez. Ambos deben cambiar de SDIS al menos una vez cada diez años.
Cada SDIS dispone de uno o varios Centro de Tratamiento de la Alerta (CTA) para la recepción, el tratamiento y la evaluación de las llamadas de urgencia, así como de un Centro Operativo que supervisa y coordina la actividad operativa del cuerpo.
Los SDIS están clasificados en tres categorías, en función del número de habitantes del ámbito de actuación que les corresponde :
- Categoría A: la población del departamento es superior o igual a 900000 habitantes.
- Categoría B: la población del departamento es superior o igual a 400000 habitantes e inferior a 90 000 habitantes.
- Categoría C: la población del departamento es inferior a 400000 habitantes.

En 2019, había en Francia:
- 20 SDIS en categoría A.
- 37 SDIS en categoría B.
- 40 SDIS en categoría C.

## Competencias

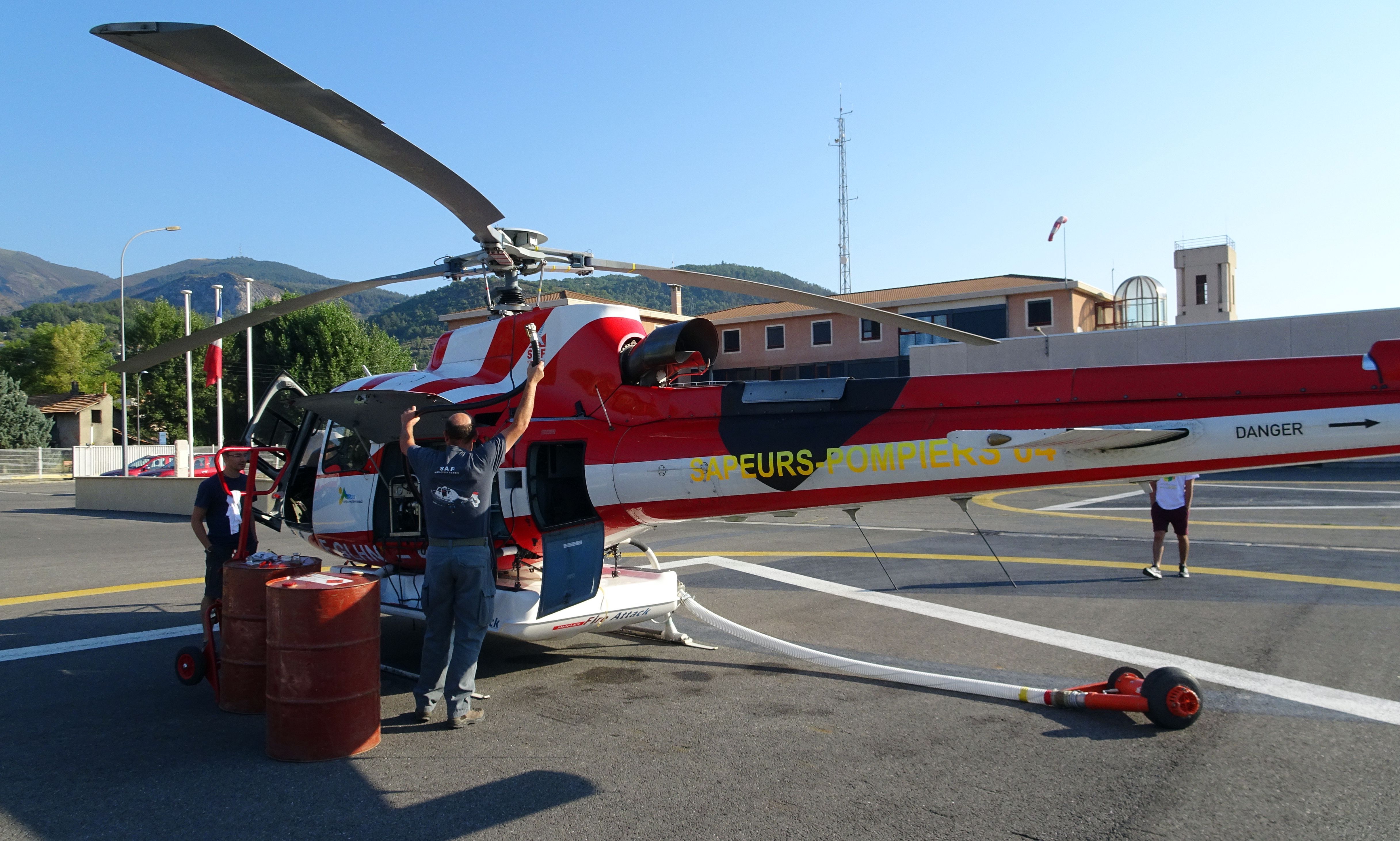
Helicóptero contra incendios del SDIS 04 en Digne-les-Bains

Las competencias de los SDIS están definidas en el Artículo L1424-2 del Código General de las Colectividades Territoriales francés:
Los Servicios Departamentales de Incendio y Socorro están encargados de la prevención, la protección y la lucha contra incendios dentro de sus ámbitos territoriales.
Colaboran, además, con el resto de servicios y profesionales implicados en otro tipo de accidentes, siniestros y catástrofes, y en la evaluación y la prevención de los riesgos tecnológicos o naturales así como a las asistencias sanitarias de urgencia.
En el marco de sus competencias, ejercen las siguientes funciones:
- La prevención y la evaluación de los riesgos en el marco de la protección civil.
- La preparación de las medidas de salvaguarda y la organización de los medios de socorro.
- La protección de las personas, de los bienes y del medio ambiente.
- Las asistencias sanitarias de urgencia a las víctimas de accidentes, de siniestros o de catástrofes así como su evacuación si fuera preciso.

Más allá de estas funciones obligatorias, los SDIS intervienen igualmente en el marco de misiones secundarias para las cuales participan en las condiciones determinadas por deliberación del Consejo de Administración (Artículo L.1424-42 del Código General de las Colectividades Territoriales). Además, los SDIS están encargados de la asistencia médica y el transporte sanitario en caso de carencia de servicios sanitarios privados, siempre a instancia de los operadores médicos del Centro de Llamadas 15 (número de emergencias sanitarias en Francia). 

## Finanzas

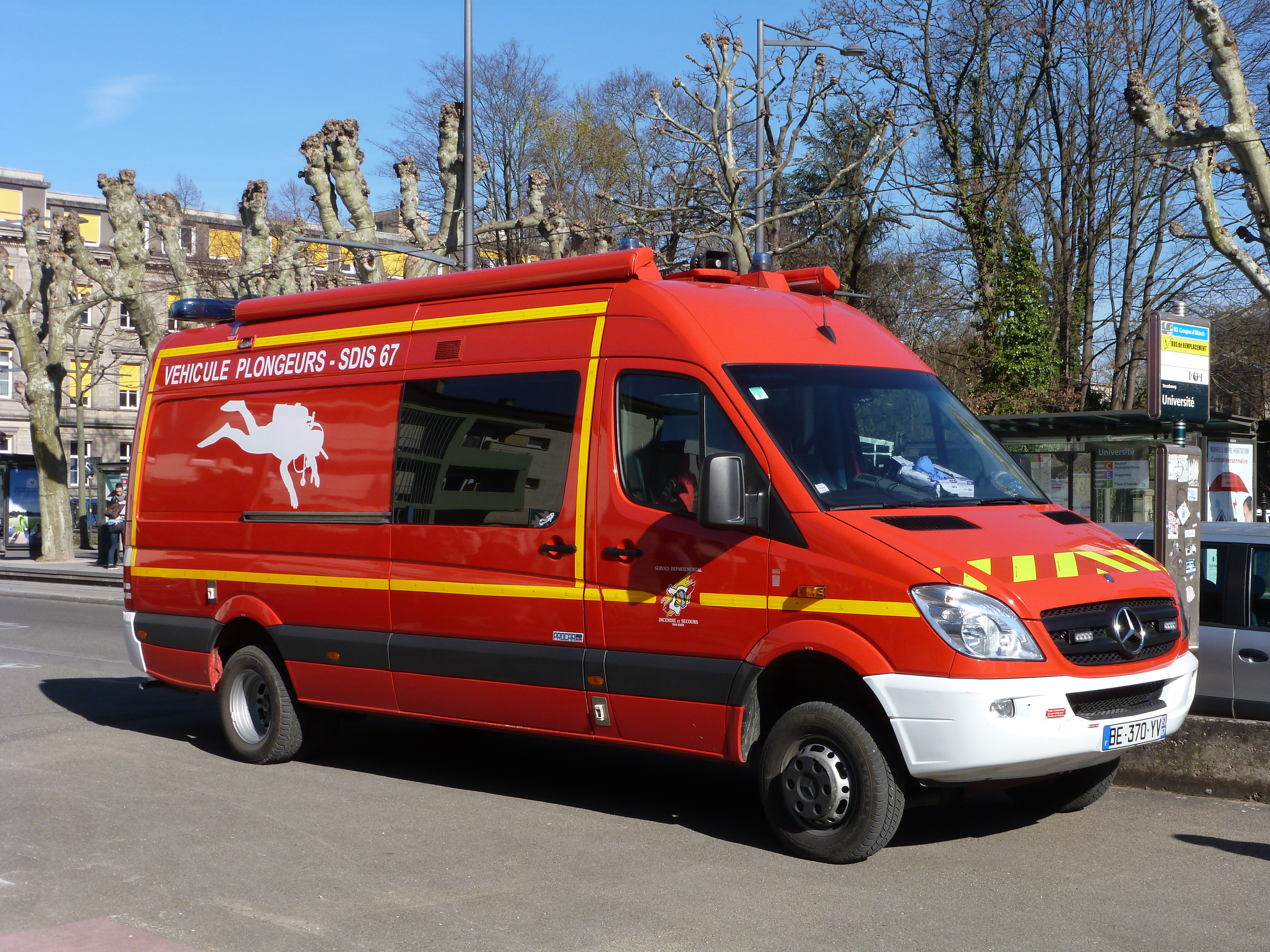
Vehículo de intervención acuática de un SDIS

Los SDIS son organismos públicos administrativos dotados de autonomía financiera, cuya organización contable y financiera está reglamentada a los artículos R1424-29 a R1424-32 del Código General de las Colectividades Territoriales.
Un informe del Tribunal de Cuentas francés publicado en noviembre de 2011, pone de manifiesto un fuerte aumento de los gastos de los SDIS entre 2002 y 2010, pero no lo conecta  directamente al aumento global del número de intervenciones realizadas por los servicios departamentales sino pero a causa de los acuartelamientos y el material utilizado en el ejercicio de sus funciones.
Según este mismo informe, el 56 % de la financiación proviene de los departamentos y el resto es procedente principalmente de las Mancomunidades de municipios y de los municipios.

## Galería

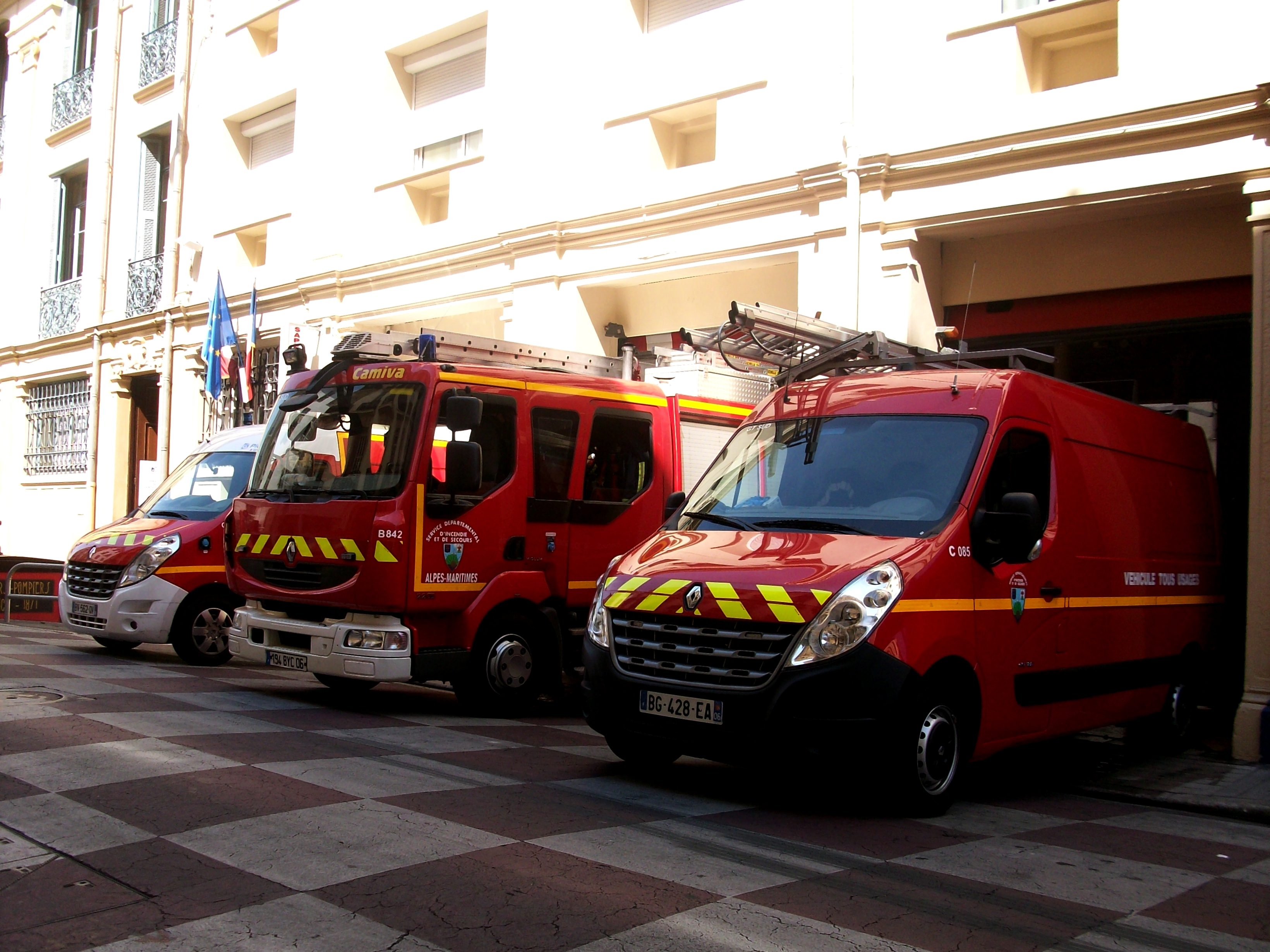
Vehículos del SDIS de Alpes Marítimos en Niza
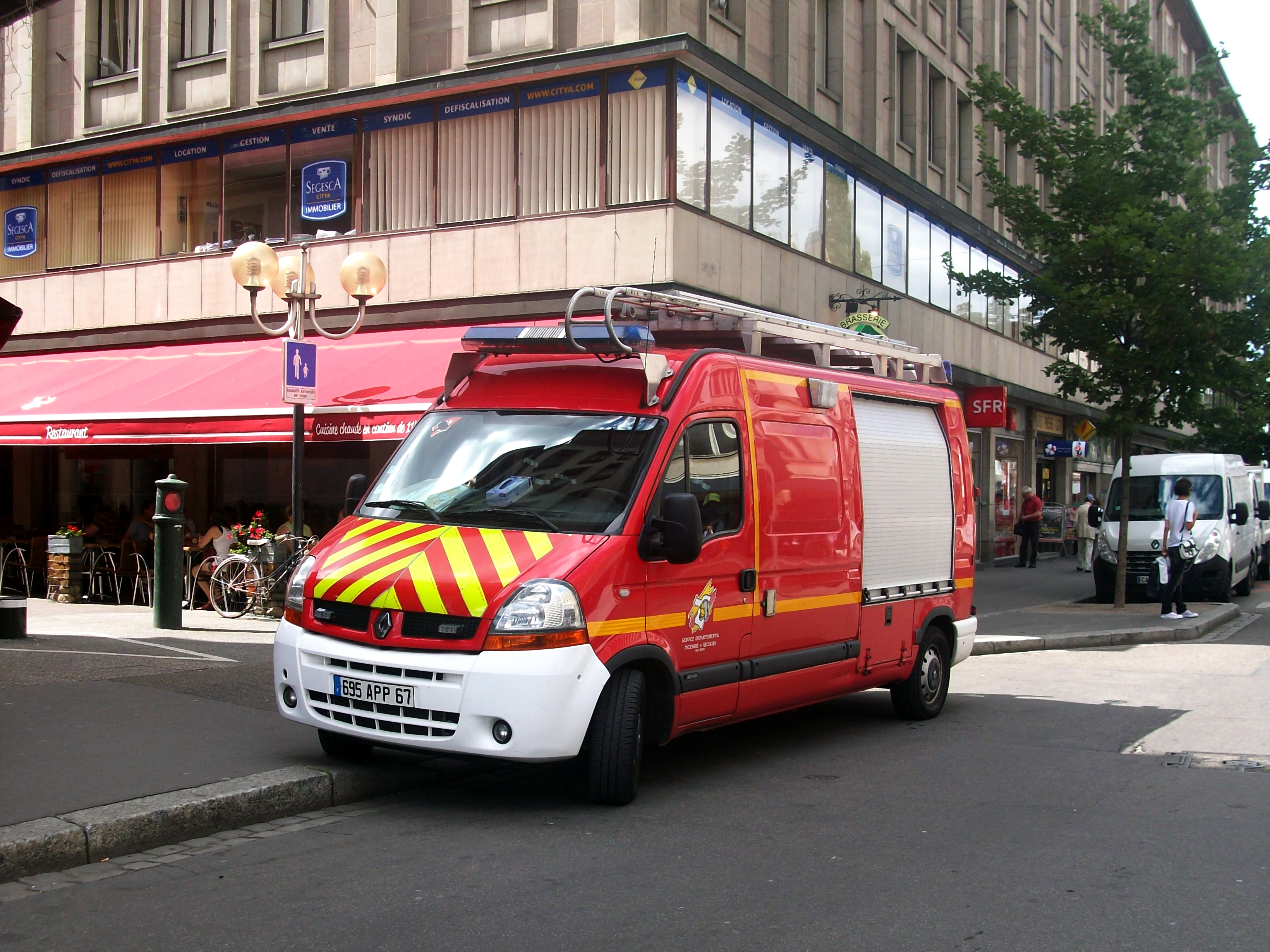
Vehículo del SDIS de Bajo Rin en Estrasburgo
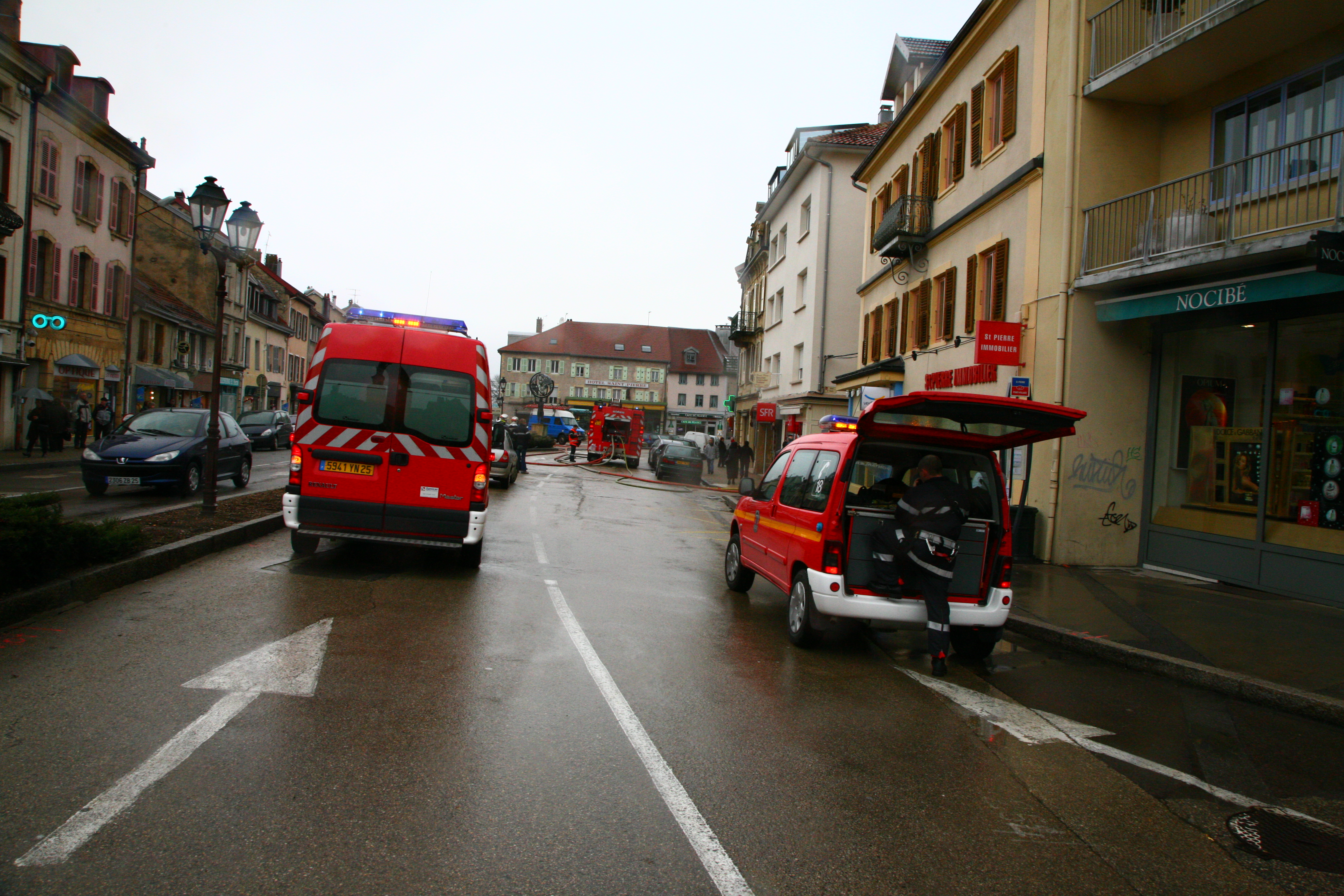
Vehículos del SDIS en Doubs
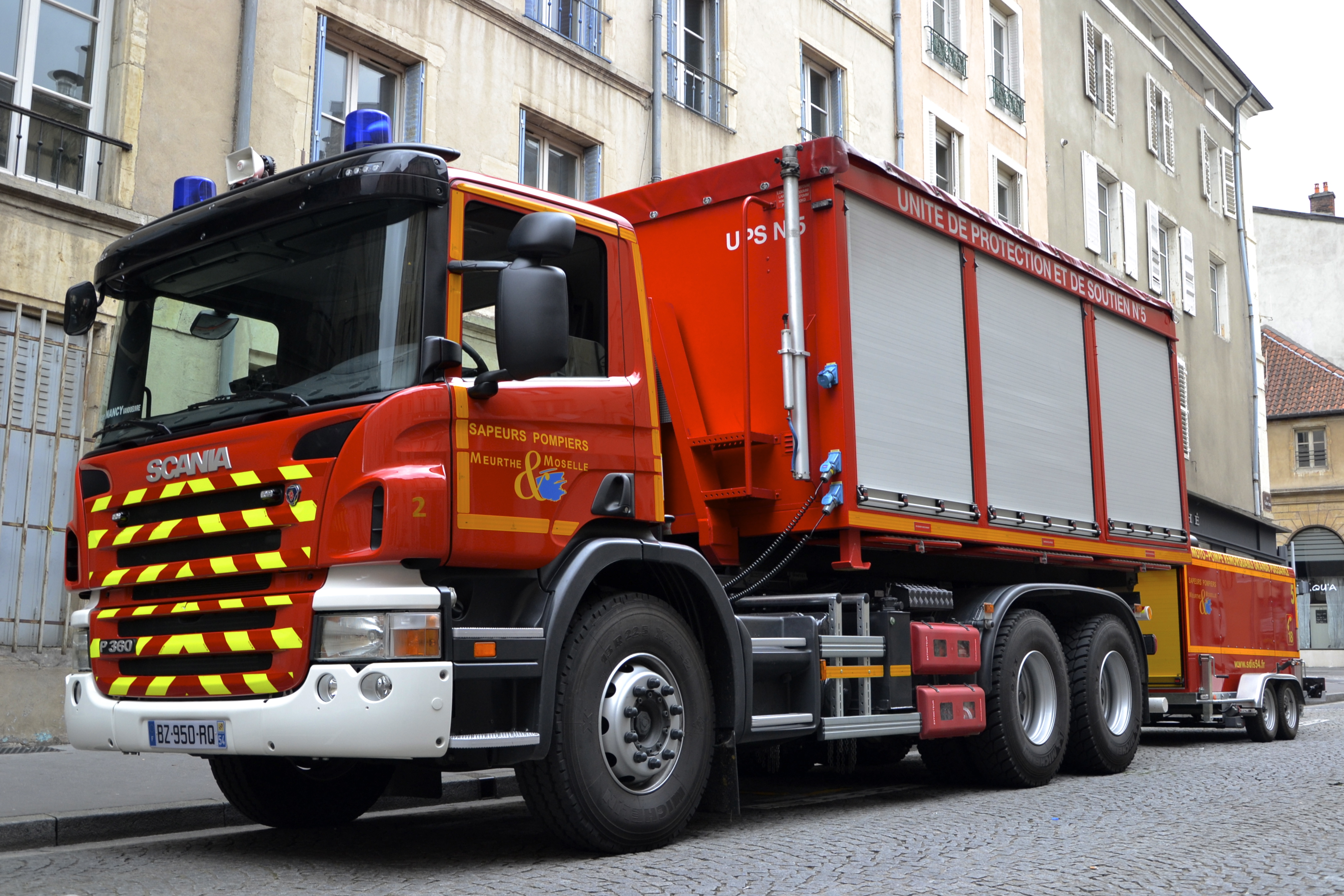
Vehículo del SDIS de Meurthe y Mosela.
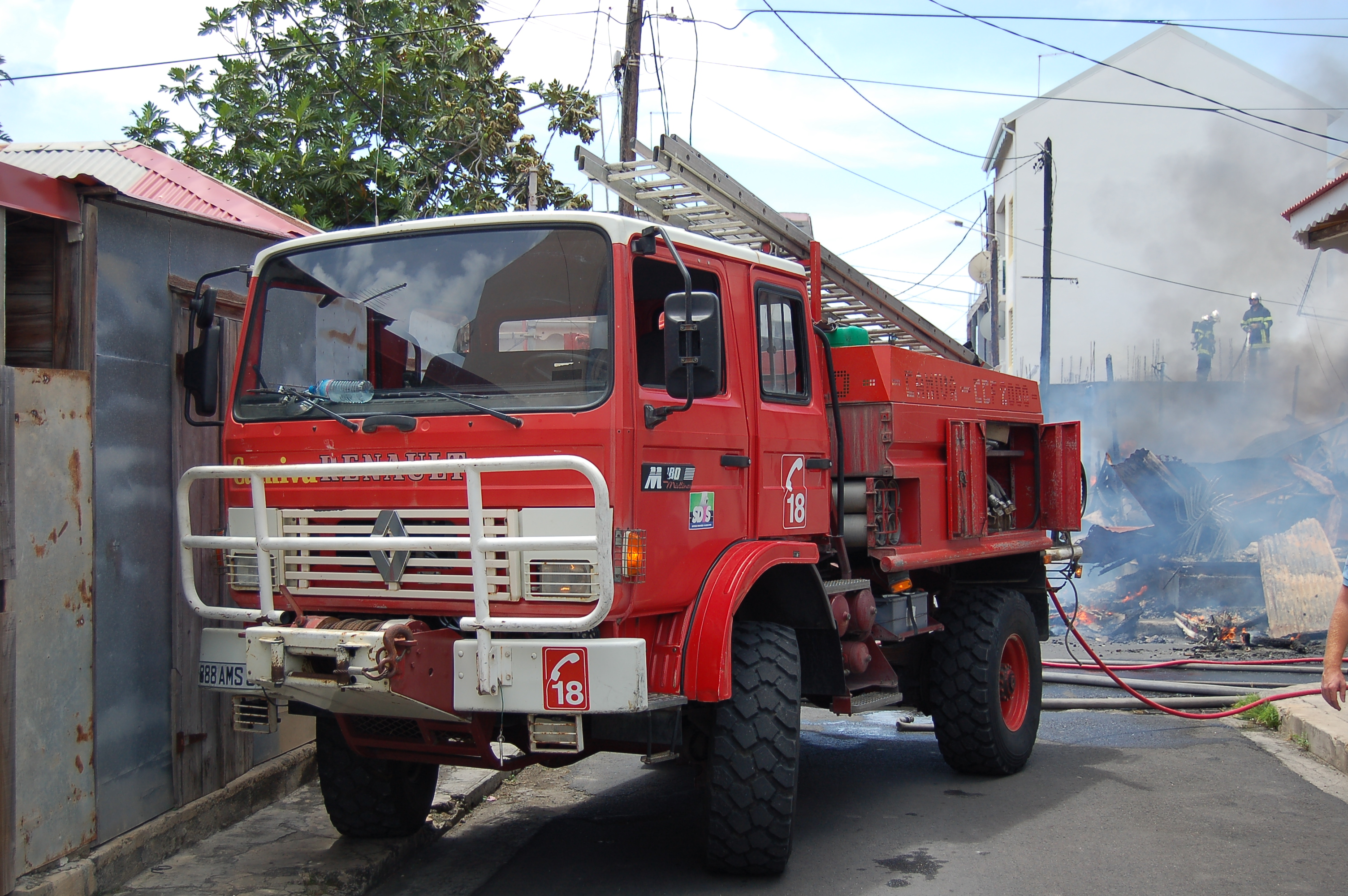
Bomba Rural Pesada del SDIS de Guadaloupe
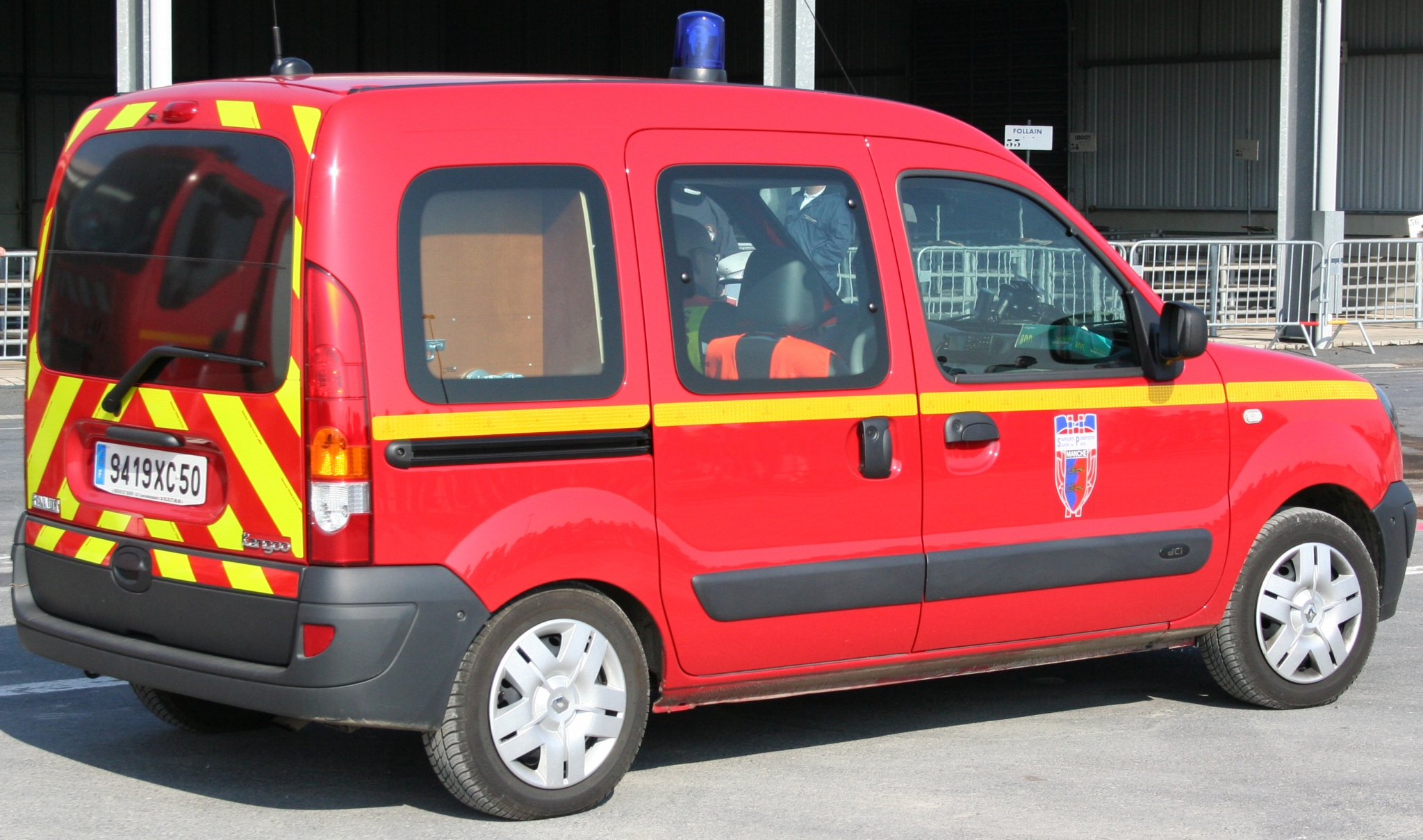
Furgoneta ligera de un SDIS francés
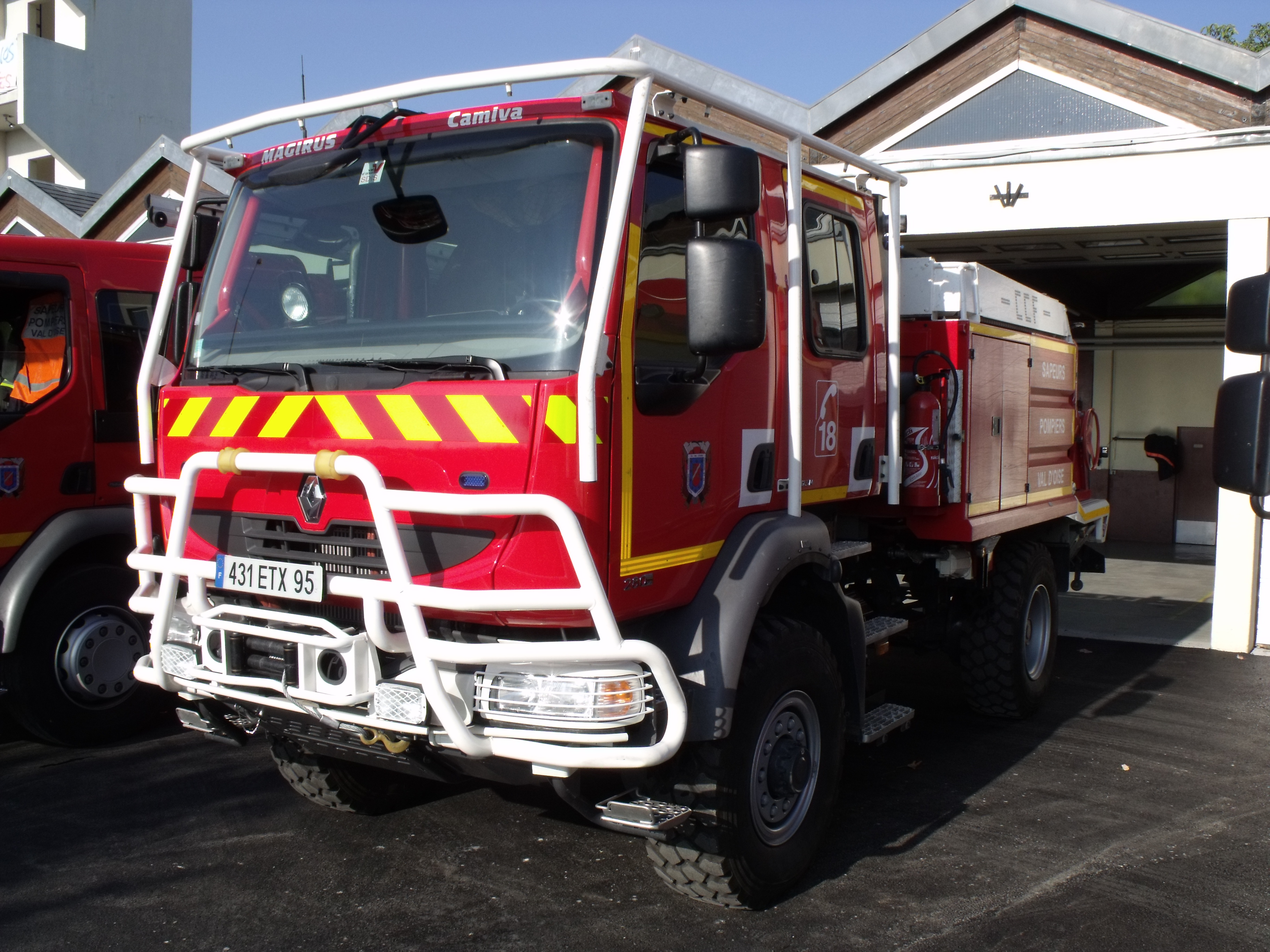
Bomba Forestal Pesada del SDIS de Val-d'Oise
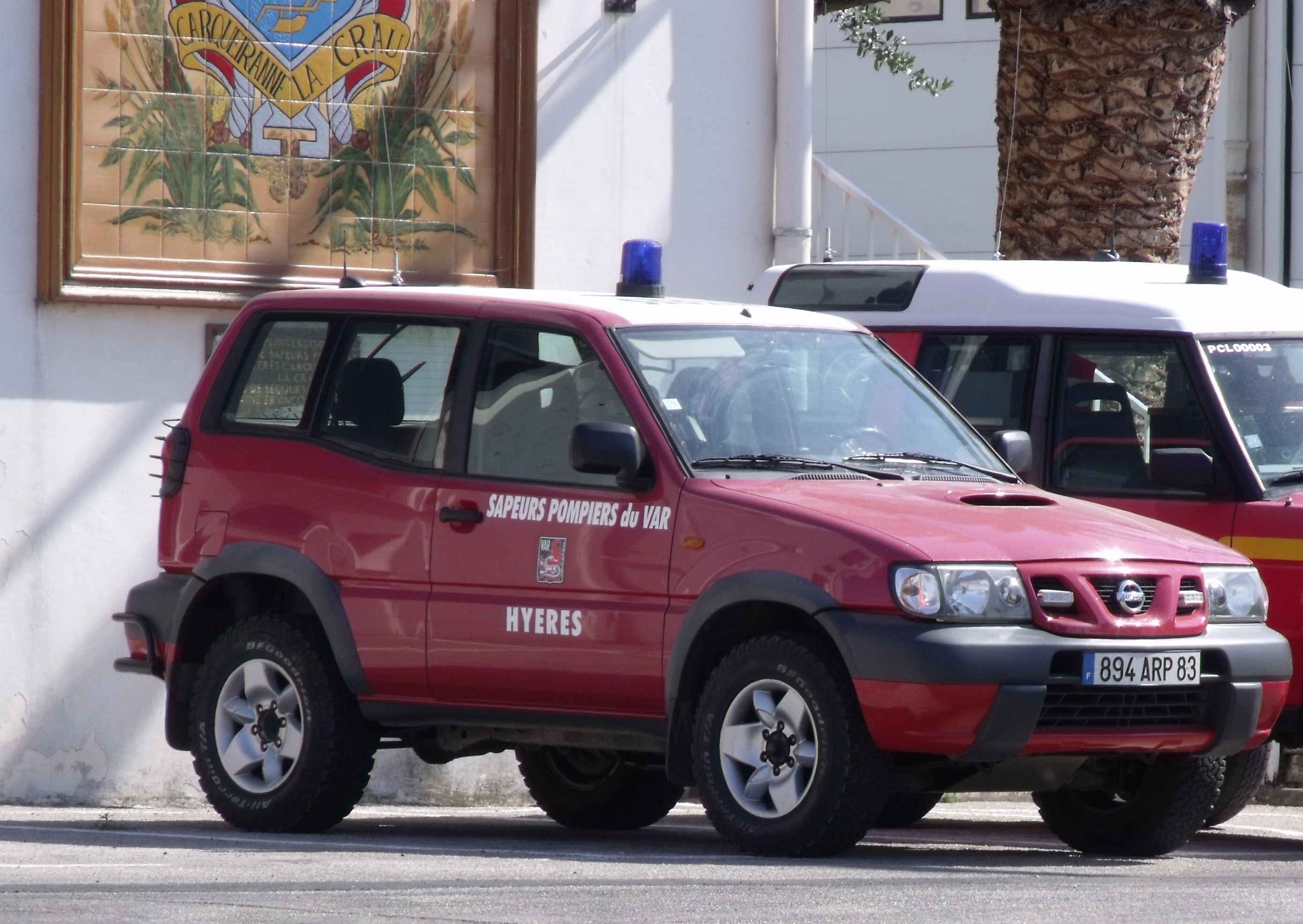
Vehículo del SDIS de Var en Hyères.